# Битва на Гідаспі
Битва на Гідаспі (липень 326 до н. е.) — битва Александра Македонського з військом індійського царя Пора на річці Гідасп (притока Інду).
Македонські війська розгромили армію індів, після чого цар Пор, що потрапив у полон, став союзником і васалом Александра Македонського. Битва стала останньою з великих битв у біографії Александра. Незабаром після неї він припинив свій переможний 10-річний похід на Схід і повернувся до Персії, де зайнявся внутрішніми справами створеної імперії.

## Місце
Битва відбулася на східному березі річки Гідасп (сучасна назва Джелум, притока річки Інд) на території нинішньої провінції Пенджаб у Пакистані. Александр пізніше заснував на цьому місці місто Нікея; це місто ще належить відкрити. Будь-які спроби знайти місце стародавньої битви ускладнюються значними змінами ландшафту з часом. Тепер[коли?] найправдоподібнішим місцем розташування є південь від міста Джелум, де стародавня головна дорога перетинала річку і де в буддійському джерелі згадується місто, яке може бути Нікеєю. Ідентифікація місця битви поблизу сучасного Джеламу, звичайно, є помилковою, оскільки річка (у давні часи) звивалася далеко від цих міст.

## Передісторія
Александр Македонський у травні 334 до н. е. почав свій похід в Азію. Після вирішальної битви при Гавгамелах у 331 до н. е. Перська імперія Ахеменідів, що існувала понад 200 років, фактично розпалася. Александру довелося боротися вже не з перським царем, а з колишніми перськими сатрапами, що стали подільними правителями у підвладних йому землях. Коли вся територія Перської держави була включена до складу імперії Александра Македонського, Александр узявся за розширення володінь за рахунок нових країн, слідуючи нав'язливій ідеї стати владикою всього цивілізованого світу. Через 8 років після вторгнення в Азію Александр вступив в Індію.
Слава про непереможність Александра поширилась далеко, тому дрібні індійські царьки здавали свої міста македонському війську. Ними рухав не тільки страх, а й певний інтерес — за рахунок македонської армії вони розширювали володіння і посилювалися проти суперників. Після форсування річки Інд Александр, просуваючись на схід, у липні 326 до н. е. підійшов до річки Гідасп (тепер річка Джелум у Пакистані), великій притоці Інду зі східного боку. За Гідаспом на Александра очікував цар Пор.
Арріан назвав травень як місяць битви, проте в іншому місці він обмовився, що битва відбулася після червня, що узгоджується з датою, названої Діодором. Курцій так розповідає про цю зустріч:
|  | Александр, вважаючи, що слава його імені може схилити Пора до здачі, відправив Клеохара оголосити Пору, що той повинен сплатити данину і зустріти царя біля кордону своєї держави. Пор відповів, що лише одна з цих вимог буде виконана: він зустріне царя, що вступає у його країну, але зробить це зі зброєю в руках. |

## Мотиви
Александру довелося підкорити Пора Старшого, щоб продовжити свій похід на схід. Залишити такого сильного противника на своїх флангах поставило б під загрозу будь-які подальші просування. Александр не міг дозволити собі проявити слабкість, якщо він хотів зберегти лояльність вже підкорених індійських князів. Пор мав захищати своє королівство і вибрав ідеальне місце, щоб зупинити просування Александра. Попри те, що він програв битву, він став найуспішнішим зафіксованим противником Александра. За словами історика Пітера Гріна, результативність Пора в битві перевершила як Мемнона Родоського, так і Спітамена.

## Сили супротивників

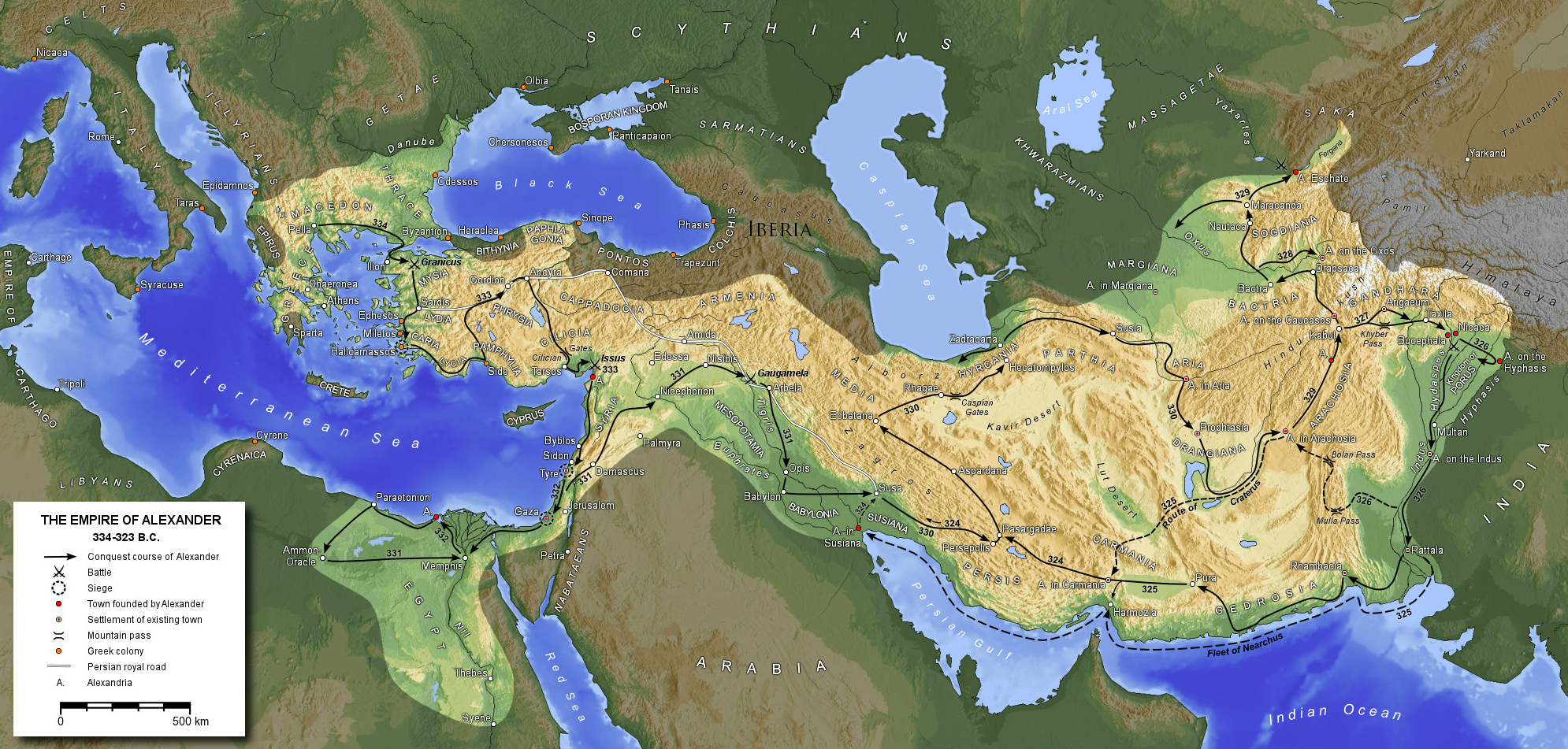
Місце битви на карті імперії Александра

Цар Пор, або Пурурава на санскриті, відрізнявся від колишніх супротивників Александра рішучістю і особистою мужністю. Всі античні автори відзначають його величний вигляд — зріст за 2 метри і могутню статуру, отже на слоні Пор виглядав як вершник на коні. Армія Пора не досягала розмірів перського війська, але була досить сильна. Арріан налічує понад 30 000 піхоти, 4000 вершників, 300 колісниць і 200 слонів. Курцій повторює ці цифри, але зменшує число слонів до 85.
За Діодором цар Пор мав 50 000 піхоти, 3000 вершників, тисячу колісниць і 130 слонів. З іншого боку, Плутарх повідомляє лише про 20 000 піхоти і 2000 вершників у Пора. Судячи з опису битви і втрат, ймовірно у Пора було до 30 000 піхоти, 3000 вершників, 300 колісниць і 130—200 слонів. Найгрізнішою силою в індійському війську були бойові слони, танки античної епохи. У битві при Гавгамелах македонці захопили у персів 15 слонів, але реального бойового зіткнення з грізними тваринами ще не мали. Легкоозброєна піхота індів служила переважно для захисту слонів від нападу збоку і з тилу. Основною зброєю піхоти були великі луки, здатні метати важкі стріли, списи і дрюки. У колісниці, зі слів Курція, впрягались чотири коні, екіпаж квадриги складався з 6 чоловік: два лучники, два щитоносці для ближнього бою і візника. На відміну від перських серпоносних колісниць на індійських колісницях серпи, ножі і леза не кріпилися. Індійська кавалерія, судячи з усього, поступалася перській у озброєнні.
Крім своїх чималих сил Пор розраховував на швидке прибуття союзника, індійського царя Абісара, чия армія лише трохи поступалася війську Пора.
Джерела не повідомляють про чисельність армії Александра Македонського, проте на підставі докладного перерахування Арріаном македонських підрозділів та їх союзників можна оцінити сили Александра приблизно у 8-10 тисяч вершників і 25-30 тисяч піхоти, з яких 5 тисяч становили союзні індійці від царя Таксі.

## Битва
Битва між Александром і Пором вирізнялась складністю маневрів, які вдалося виразно описати тільки Арріану, обізнаній у військовій справі людині.

### Переправа

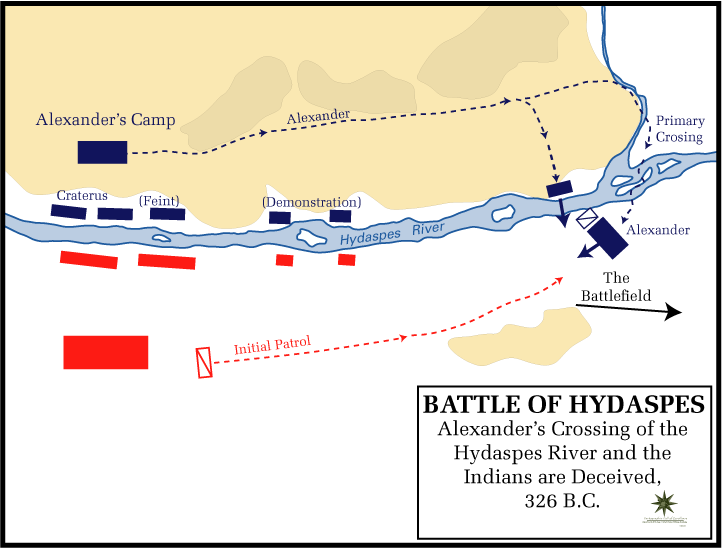
Переправа Александра Македонського через Гідасп

Армії Пора і Александра розділяла річка Гідасп, шириною у 4 стадії (близько 700 метрів) за повідомленням Курція, повноводна в цю пору року і з сильною течією. Табори царів перебували навпроти один одного. Уздовж річки Пор виставив сторожові загони, щоб заздалегідь дізнатися про переправу македонців і скинути їх у воду. Александр, зі свого боку, постарався ввести противника в оману. Він розіслав свої загони по річці, імітуючи переправу то в одному, то в іншому місці, поки інди не перестали звертати увагу на маневри македонців. Александр також запустив слух про плани дочекатися спаду рівня води з тим, щоб форсувати Гідасп убрід.
Коли пильність Пора притупилася, Александр вирішив розпочати переправу. Армія була розділена на 3 частини. Загони чисельністю приблизно по 10 000 солдатів під командуванням Кратера, включаючи 5000 союзних індів, були залишені у таборі навпроти стоянки Пора з наказом починати переправу тільки коли Пор буде змушений відвести війська і передусім слонів.
Друга частини армії чисельністю теж близько 10 000 воїнів почала переправу за 10-12 км від базового табору у той час, коли Пор вплутався у бій з Александром. Сам Александр з 3-ю частиною армії збирався непомітно переправитися під прикриттям лісистої гори і острова в місці, віддаленому від табору на 150 стадій (близько 25 км). Такий поділ сил, за задумом Александра, не дозволить Пору зосередити сили для атаки на вразливих у момент переправи македонців.
Александр вів добірні війська: загони гетайрів числом близько 2-х тисяч, кінних варварів, корпус щитоносців, два полки фаланг і легку піхоту з лучниками. Усього під його началом, за словами Арріана, було 5000 вершників і до 6000 піхоти. Потаємні приготування до переправи, зроблені вночі, маскував проливний дощ. До ранку дощ стих, і переправа почалася несподівано для індів. Піхота перетинала річку на веслових судах, кіннота пливла на набитих сіном шкіряних міхах. Помилково висадившись на острів, македонці були змушені переходити вбрід на інший берег Гідаспу. Переправа успішно завершилася, перш ніж передовий загін під командуванням сина Пора прибув до місця.

### Хід битви

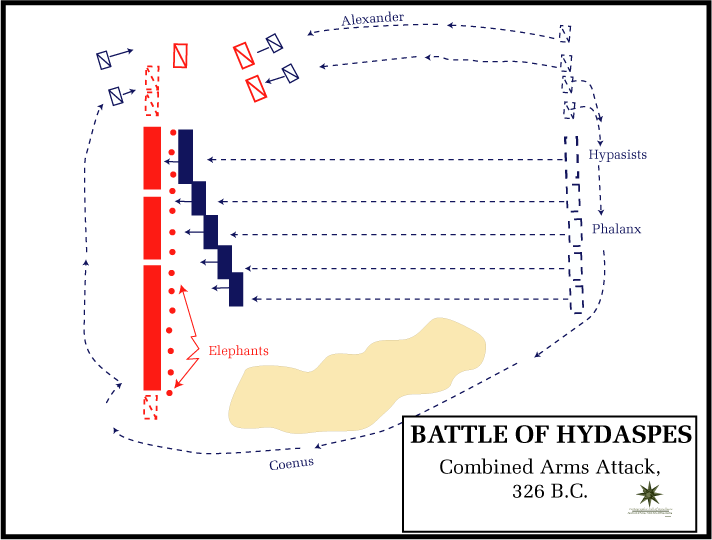
Комбінована атака кавалерії та піхоти.

Син Пора прибув до місця переправи Александра з 2 тисячами вершників і 120 колісницями (Плутарх називає вдвічі меншу кількість). Александр кинув на них свою кінноту, яка значно перевершувала індусів числом. Колісниці грузли у багнюці внаслідок нічної зливи, на них не можна було наступати, і відступати теж виявилося неможливим. Усіх їх захопили, перебивши екіпажі. Кінних індів загинуло близько 4-х сотень, загинув і син Пора.
Тоді Пор рушив свою армію назустріч Александру, залишивши кілька слонів і невелику частину військ у таборі, щоб перешкодити переправі Кратера. На рівному місці Пор побудував військо наступним чином: попереду слони в одну лінію на однаковій відстані один від одного. За слонами піхота індусів; кінноту Пор розташував по флангах, а перед кіннотою поставив колісниці.

Александр вирішив атакувати військо Пора, не чекаючи переправи інших частин своєї армії. Удар кінноти він направив на лівий фланг індів, проти їх вершників. Воєначальник Александра Кен атакував правий фланг Пора. Наступати на слонів в лоб македонці не наважилися. Спочатку тисяча кінних лучників засипала індів градом стріл, потім Александр оточив лівий фланг індів своїми ескадронами. Колісниці були швидко виведені з ладу македонською кавалерією. Кіннота Пора кинулася під захист слонів, щоб звідти робити вилазки при зручній ситуації. Ватажки слонів повели тварин на вершників Александра, але ті могли ухилитися від неповоротких тварин, тож тягар боротьби з ними випав на долю македонської піхоти. Піхота індів намагалася триматися позаду слонів, атакуючи у проміжках між ними. Битва перетворилася на звалище, де перевага і перемога дістається тому, хто найкраще управляє загонами. У Пора швидко армія перетворилася на величезну юрбу; інди, кінні і піші, шукали порятунку за слонами, але страждали від них ще більше, ніж від противника. Арріан пише: 
|  | Македонці, якщо навколо було просторо і вони могли напасти на слонів, знайшовши зручний для себе момент, зазвичай розбігалися, коли тварини бігли на них, а коли вони поверталися, переслідували їх і метали списи. Інди, що рухалися між слонами, особливо від них постраждали. |

Скоро слони, що залишилися в живих, повернули назад. Александр кіннотою оточив все військо індів, яке, здавлене у вузькому місці, більше не представляло бойової сили. До Александра підійшли його загони, без перешкод переправилися через Гідасп, й узялися за винищення індів, змінивши втомлених за 8 годин бою воїнів Александра.

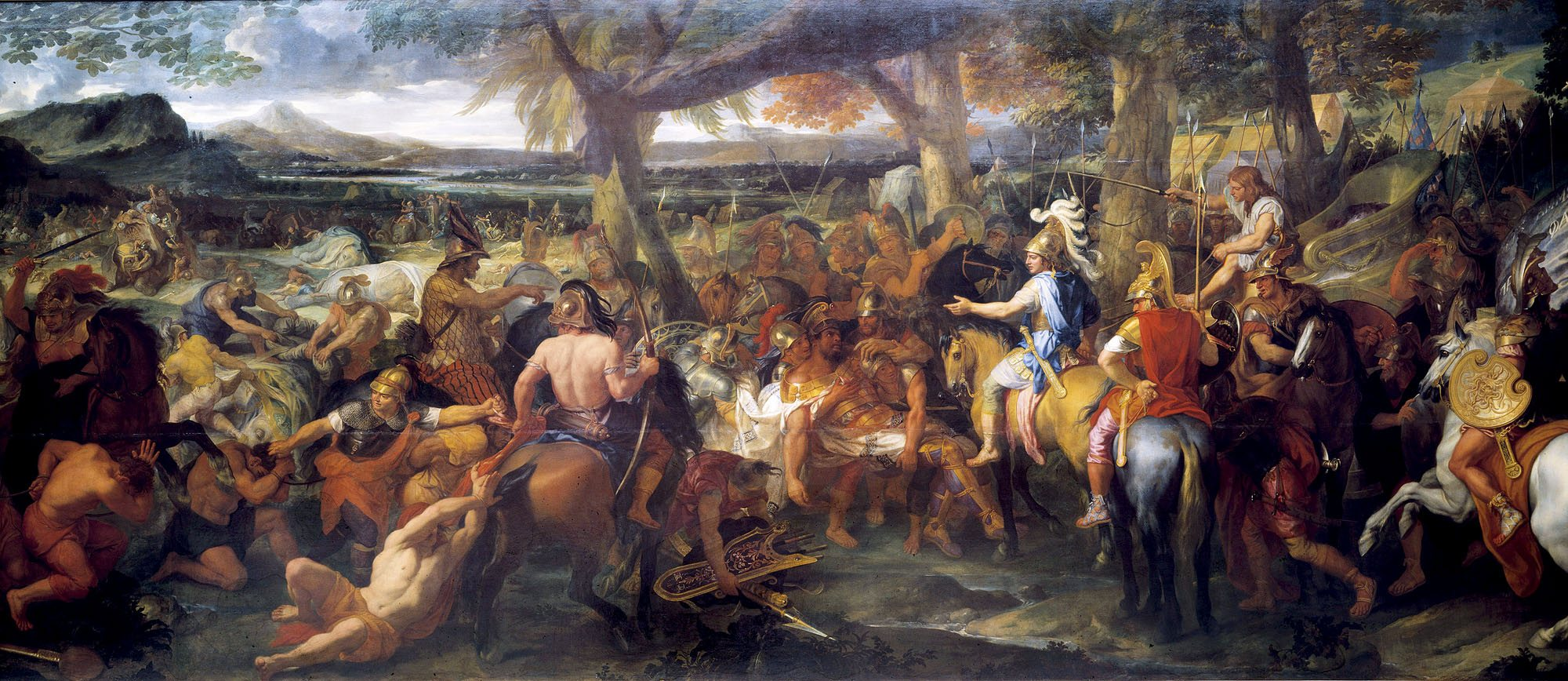
Картина Шарля Лебрена, на якій зображені Александр і Пор під час битви при Гідаспі.

## Результат битви
Індійський цар Пор бився до останнього. Існує кілька версій здачі його в полон. Одні автори запевняють, що його захопили непритомним. За розповіддю Арріана пораненого у плече Пора умовили злізти зі слона, пославши на вмовляння старовинного друга: 
|  | Александр перший звернувся до нього, запропонувавши сказати, чого він для себе хоче. Пор відповів: «Щоб ти звертався зі мною, Александре, по-царськи». Александру сподобалась ця відповідь: «Я це зроблю, Поре, заради мене самого. А ти попроси заради себе того, що тобі мило». Пор відповів, що його прохання вміщує все. Александру ці слова сподобалися ще більше, він вручив Пору владу над його індами і додав до його колишніх володінь ще інші, які були більше первісних. |

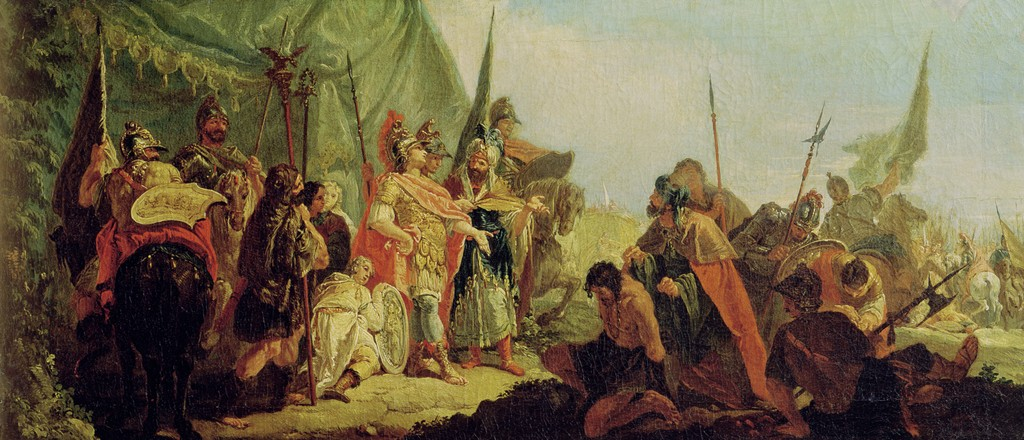
Александр Македонський і Пор Франческо Фонтебассо

За словами Арріана піхоти індів загинуло до 20 000; вершників близько 3-х тисяч; порубані всі колісниці; слони або загинули, або захоплені; загинули два сини Пора і всі його воєначальники.
Діодор наводить такі втрати: загинуло 12 000 індів, включаючи синів і найкращих воєначальників Пора, ще 9 000 захоплені у полон; захоплені також 80 слонів.
Македонці за Діодором зазнали також важких втрат: 280 вершників і понад 700 піхотинців. Думка Арріана узгоджуються з Діодором у кількості загиблих вершників — 230, з яких 20 гетайрів, але Арріан називає тільки 80 загиблих піхотинців.
Після битви Александр дав місяць відпочинку своїй армії, заснував місто Нікею на місці битви, а потім рушив далі на схід. Одні князі корилися йому добровільно, міста інших він брав приступом. Завойовані землі Александр віддавав під владу Пора. Проте на підході до річки Ганг македонці, почувши про величезні армії і тисячі бойових слонів за Гангом, відмовилися слідувати за своїм царем. Таким чином бій на річці Гідасп, перша битва македонців зі слонами, зупинила просування великого завойовника на схід. Тепер Александр підкоряв племена на шляху назад до Персії. 

Битва на Гідаспі виявилася останнім великим боєм у біографії Александра Великого.